# Rhein-Sieg-Gymnasium

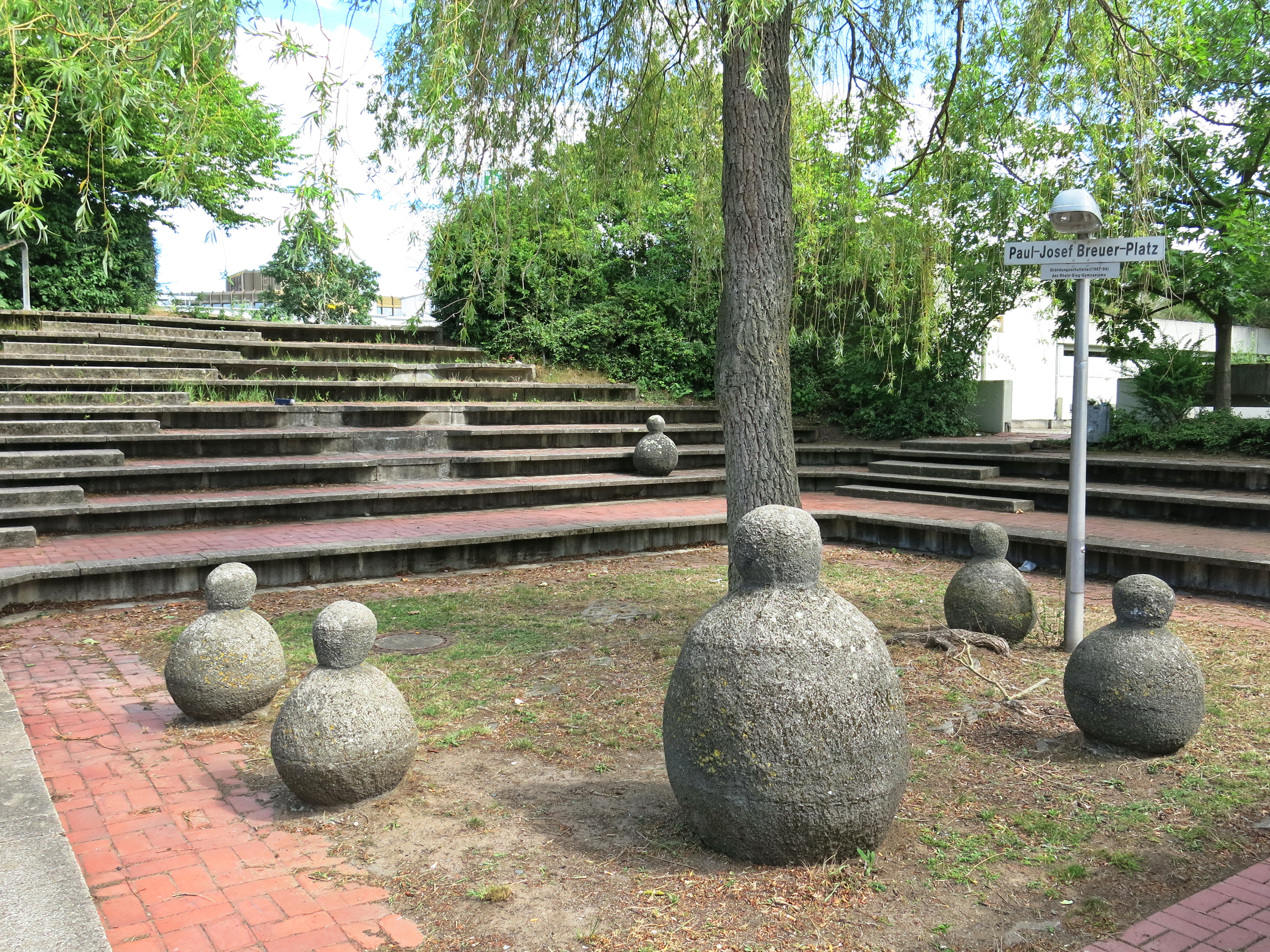
Schulhof des Rhein-Sieg-Gymnasiums mit Figuren „Theater in der Schule“ als Teil des Skulpturenweges Sankt Augustin (2020)

Das Rhein-Sieg-Gymnasium (kurz RSG) ist eines von zwei Gymnasien der Stadt Sankt Augustin im Rhein-Sieg-Kreis.

## Geschichte
Im Februar 1967 wurde die Einrichtung der Schule als „Neusprachliches Gymnasium für Jungen und Mädchen des Amtes Menden“ vom Kultusministerium genehmigt, am 7. September 1967 begann der Unterricht mit 104 Schülern in drei Klassen. Dieser erfolgte zunächst in Baracken am Sankt Augustiner Friedhof, am 1. Februar 1972 war das heutige Schulgebäude mit Aula und Dreifachsporthalle im Stadtzentrum fertig. Aufgrund steigender Schülerzahlen wurde 1987 die Schule durch einen Anbau erweitert. 
Vier Jahre nach seiner Gründung entwickelte das RSG ein Modell der differenzierten Mittelstufe, welches das Land Nordrhein-Westfalen später übernahm. Im April 1972 wurde die Schule nach einem Wettbewerb in Rhein-Sieg-Gymnasium umbenannt.
Seit Herbst 2023 entsteht für rund 25 Millionen Euro gegenüber der Sporthalle ein weiterer Neubau, der Klassen- und Fachräume, eine Mensa und einen Dachgarten enthalten soll.

### Schulleiter
- 1967–1994: Paul-Josef Breuer
- 1994–2015: Jürgen Franz
- Seit 2015: Birgit Fels

## Schulprofil
Die Schule setzt in ihrem Unterricht das Daltonkonzept um, welches Schülern erlaubt, Inhalte selbstständig und eigenverantwortlich zu erlernen. Einen Schwerpunkt setzt das Rhein-Sieg-Gymnasium im musischen Bereich: Es existieren mehrere Bands und Chöre sowie ein Musikprofil für Schüler, die an der Schule ein Instrument erlernen.
Im Oberstufenbereich kooperiert das RSG seit 1987 mit dem Albert-Einstein-Gymnasium.

### Schüleraustausch
Seit 2010 ist das Gymnasium als Europaschule ausgezeichnet und bietet in diesem Zusammenhang unter anderem Austauschprogramme mit Schulen in Frankreich (Lyon), Ungarn (Szentes) und Polen (Warschau). Weitere Partnerschulen gibt es in Russland (Nizhny Novgorod) sowie bereits seit 1977 in den Vereinigten Staaten (Appleton).

## Musikprofil
Das RSG verfügt über ein breit angelegtes Musikprofil, das fest im Schulalltag verankert ist. Schülerinnen und Schüler können sich in unterschiedlichen Ensembles musikalisch betätigen. Dazu zählen unter anderem die Big Band, die Junior Big Band, der Kammerchor, der Popchor sowie die San Agostinho Samba Band. Die Arbeit in diesen Gruppen ermöglicht praktische Erfahrungen in verschiedensten musikalischen Stilrichtungen und fördert die musikalische Ausbildung der Teilnehmenden nachhaltig.
Ein zentrales Element des schulischen Musiklebens sind die jährlich stattfindenden Big Pop Shows. Diese Veranstaltungen bieten eine öffentliche Plattform für die musikalischen Gruppen der Schule und sind regelmäßig ausverkauft. Seit ihrer Einführung im Jahr 2008 haben sich die Shows zu einer festen Institution entwickelt. Jedes Jahr steht unter einem neuen thematischen Schwerpunkt, der sowohl die Musikauswahl als auch die Inszenierung prägt. Die Organisation und künstlerische Leitung der Shows liegt seit Beginn bei Matthias Reinold, einem Musiklehrer der Schule, der als prägende Figur das Musikprofil maßgeblich mitgestaltet hat.
Neben den Konzerten finden auch regelmäßig Musicalproduktionen und Theateraufführungen statt. So wurde beispielsweise im Jahr 2023 das Musical "LOLA" präsentiert. Diese Projekte kombinieren Musik, Schauspiel und Bühnenarbeit und bieten zusätzliche Ausdrucksmöglichkeiten für interessierte Schülerinnen und Schüler.
Darüber hinaus gibt es Angebote im Bereich Tontechnik und Musikproduktion. In einem schuleigenen Tonstudio erlernen Jugendliche grundlegende Fähigkeiten im Umgang mit Aufnahmetechnik und Audiobearbeitung. Das musikalische Engagement am RSG wird durch ein engagiertes Kollegium getragen und durch eine kontinuierliche Weiterentwicklung des Angebots ergänzt.
Das RSG wird im Bereich Musik als besonders erfolgreich wahrgenommen, da es ein breites Spektrum an musikalischen Angeboten bereitstellt, darunter mehrere Ensembles, regelmäßige Aufführungen und Projekte. Die nachhaltige Förderung musikalischer Fähigkeiten stärkt das schulische Profil und genießt überregionale Anerkennung durch öffentliche Veranstaltungen.

## Persönlichkeiten

### Schüler
- Klaus Schumacher (* 1957), ehemaliger Bürgermeister von Sankt Augustin
- Jürgen Turek (* 1959), Politikwissenschaftler und Autor
- Bernd Schumacher (* 1960), Fernsehproduzent und Medienunternehmer
- Markus Orth (* 1964), Tourismus-Manager
- Sven Plöger (* 1967), Meteorologe und Fernsehmoderator
- Silke Karcher (* 1968), Staatssekretärin in der Berliner Senatsverwaltung
- Sven Oliver Müller (* 1968), Historiker
- Judith Merchant (* 1976), Krimi-Autorin
- Lukas Kübler (* 1992), Fußballspieler
- Jan Alexander (* 1993), Jazzmusiker
- Sören Steinhaus (* 2003), Handballspieler

### Lehrer
- Ute Wessel (* 1953), Fecht-Olympiasiegerin